# مزرعه احمد کسرایی شماره ۱
مزرعه احمد کسرایی شماره ۱ یک منطقهٔ مسکونی در ایران است که در دهستان ینقاق واقع شده‌است. مزرعه احمد کسرایی شماره ۱ ۲۶۱ نفر جمعیت دارد.